# كارتان (فوهة)
كارتان (بالإنجليزية: Cartan)‏ هي فوهة قمرية صدمية صغيرة تقع بالقرب من الحافة الشرقية للقمر، وغرب فوهة أبوللونيوس. حدود الفوهة دائرية الشكل، ولها تجويف في الجانب الشرقي. يمثل المسطح الداخلي للفوهة حوالي نصف قطرها. تتصل فوهة أخرى صغرى بالحافة الجنوبية لفوهة كارتان، بينما تتصل شمالًا بأبوللونيوس إتش، مكونة سلسلة قصيرة من الفوهات.
تغيرت تسمية الفوهة من أبوللونيوس دي إلى اسمها الحالي من قبل الاتحاد الفلكي الدولي تكريمًا لعالم الرياضيات الفرنسي إيلي كارتن.